# 史德威
史德威（?—?），字龍江，號愚庵。山西大同左衛人，明末將領，史可法義子。

## 簡介
少時能騎射，知兵法。明崇禎十四年（1641年），任援剿都司，成為閣部史可法屬下。可法無子，以德威為義子。
清兵入揚州，城破之日，史可法引刀自刎，諸將果爭前抱持之，可法命令史德威殺他，德威不忍下手。
順治三年（1646年）史德威将史可法衣冠葬于扬州城天甯门外梅花岭。入清後，避居溧阳，以诗酒自娛。史德威死后与妻龚氏合葬于城东社场村北面。